# Лангобарди
Лангобарди или Ломбарди (лат. Langobardi, итал. Longobardi, ломб. Longobard) су били западногермански народ, који је током првих векова нове ере живео у северним областима античке Германије. У периоду велике сеобе народа, Лангобарди су током 4. и 5. века постепено мигрирали ка југоистоку, да би почетком 6. века створили сопствену државу и областима северне Паноније и Норика. Одатле су 568. године прешли у северну Италију, где су створили снажну Лангобардску краљевину, која је постојала све до краја 8. века, док су се лангобардска војводства у јужној Италији одржала и знатно дуже. У међувремену, Лангобарди су се постепено асимиловали у домаће становништво Италије, остављајући за собом име историјске области Ломбардије.

## Историја
Први помени који се односе на Лангобарде забележени су у делима Гаја Јулија Цезара, односно у спису о Галском рату, насталом педесетих година п. н. е. Лангобарди се код Цезара не спомињу тим именом, већ само као западногерманско племе у склопу Свевског војног савеза. Цезар спомиње Лангобарде на подручју реке Елбе, Мајне, Некара (данас у Немачкој) и горње Рајне. У ствари био је то Свевски широки војни савез, којим је у почетку загосподарило племе Свева, а коме су поред Лангобарда припадала и племена: Маркомана, Семона и Хермундурија, као и низ ситнијих племена на доњој Рајни. Римљани су за време Цезара, а посебно након његове смрти водили бројне ратове са овим Свевским савезом за одбрану њихових западних граница царства. Велико померање Лангобарда је уследило одмах након кризе Римског царства и све већег надирања других варварских племена.
Свевски војни савез се распао, а одвојена племена су имала своје племенске вође. Код Лангбарда је позната титула конинг, што је и слично као краљ, али се ради само о истакнутим племенским вођама.
Лангобарди долазе почетком 3. века на подручје Скандинавског полуострва где се сукобљавају са осталим мањим племенима. Према сведочанству лангобардског историчара Павла Ђакона, друга племена нису знали Лангобарде под тим именом, већ су их називали „Винили“, по готском сточарском племену „Виња“ које је једно време живело у долини Одре. Лангобарди су по доласку у Скандинавију добили своје прве вође.
Браћа Ибо и Ајо су узели власт над читавим племенским савезом и повели га у трагању за новим животним простором. Трагајући за простором, Лангобарди су непосредно дошли у сукоб са Вандалима и њиховим краљем Годаном. После њиховог пораза, вандалски краљ је наредио да се на његов двор појави неколицина поражених који ће наредити својим женама да пусте косу до лица у знак пораза. Чим је краљ видео призор испред двора са пуштеним косама, насумично је питао своје слуге: Ко су ове дугобрадоње? Тако је и настао назив за Лангобарде, јер на латинском то и значи:(ланг-дуга, барт-брада).
По напуштању Скандинавије, Лангобарди се настањују на територији Скоринге (данас Немачка), а потом долазе на ушће Лабе на западној (левој) обали те реке. На овим просторима Лангобарди остају све до прелаза из 3. у 4. век, када долазе на простору доње Одре и постају суседи Вандалаа. Потом се њихова главнина у спором кретању ка југоистоку кроз Шлеску и Моравску доселила у средње Подунавље, где крајем 5. века запоседају некадашњу област Ругијаца (данашња северна Аустрија). Ту постају вазали Херула, који су живели даље према истоку (данашња јужна Словачка).

### Лангобарди у Панонији
Лангобарди су око 505. године почели да се шире и преко Дунава, ка северним областима Норика, а затим су око 508. године однели победу над Херулима, након чега су створили снажну државу у средњем Подунављу, односно у данашњој југозападној Словачкој, североисточној Аустрији и северној Мађарској, поставши суседи Остроготима. За време владара Ваха, лангобардска држава постаје краљевина и обухвата северне делове Норика и Паноније. Лангобарди постепено шире власт према југу до реке Драве и учествују као савезници у борби против Острогота на страни Византије. Такође се сукобљавају и са Гепидима, којима наносе велики пораз 567. године. У Панонији остају све до доласка Авара, који уништавају државу лангобардских источних суседа Гепида. Почетком 568. године почиње велика сеоба Лангобарда под краљем Албоином у Италију, која је добрим делом остала опустошена после пораза Острогота у рату са Византијом.

### Лангобарди у Италији
Краљ Албоин у Италији организује стабилну државу, учвршћује краљевску власт и дели земљу на 13 независних војводстава. Лангобардска краљевина у Италији ће трајати од 568. до 774. године.
Лангобарди су по заузимању простора Италије полако почели да шире своју власт, да одузимају имања свештеницима и да врше феудализацију земље.
Пошто су заузели све веће градове осим Рима, дошли су у сукоб са папством које се обратило за помоћ Каролинзима. Против њих је прво водио рат Карло Мартел, па затим Пипин Мали, да би их краљ Карло Велики коначно победио 774. године.

## Наслеђе
Оставили су великог трага у култури, уметности и законодавству. За њихово време велику улогу је имао манастир Монте Касино, а дворац у Павији је био украшен по лангобардским драгоценостима. Неколико њихових краљева је издала своје законике, међу којима је најзначајнији био едикт краља Ротарија 643. године.
Да су су великог удела имали Лангобарди на простору Италије у VI, VII и VIII веку показују и многи лангобардски сувенири који се данас чувају у италијанским музејима: лангобардска круна, мач краља Албоина, круна краљице Теоделинде, златни новчић краља Лиутпранда у Монци и друго. Данас се по Лангобардима једна италијанска провинција зове Ломбардија са главним градом Миланом, који је некада био и главно седиште Лангобардске краљевине поред поменуте Павије.